# Berneuse
La Berneuse est un sommet culminant à 2 045 m d'altitude dans le canton de Vaud en Suisse. 
Le restaurant du Kuklos (restaurant tournant) se trouve au sommet. La Berneuse est aussi le point d'arrivée de la télécabine du domaine skiable de Leysin.